# 徳山暉純
徳山 暉純（とくやま きじゅん、本名 德山 昇順 　1948年1月22日 - ）は、日本の思想家、教育者、美術家 、実業家。

## 経歴
東京都文京区出身。アメリカ合衆国サクラメント (カリフォルニア州)在住。
1968-69年インド遊学。1970年代後半、米国カリフォルニアを拠点に日本文化の啓蒙、教育活動を開始。
悉曇・梵字の参究、四天王寺高校講堂の緞帳制作、上野の森美術館展覧会開催、海外研修事業を主催する。
現在、日産鮎川義塾他、「氣の學問」「王道學」専任講師。

2023年上野の森美術館にて、『梵字仏教美術展覧会』開催。

## 著書
- 「梵字手帖」(木耳社）[2]
- 「梵字般若心経 」(木耳社）